# Elecciones estatales de San Luis Potosí de 2024
Las elecciones estatales de San Luis Potosí de 2024 se llevaron a cabo el domingo 2 de junio de 2024 y en ellas se renovaron los siguientes cargos de elección popular del estado mexicano de San Luis Potosí:
- 27 diputados estatales: 15 diputados electos por mayoría relativa y 12 designados mediante representación proporcional para integrar la LXIV Legislatura.
- 58 ayuntamientos: Compuestos por un presidente municipal, un síndico y un grupo de regidores. Electos para un periodo de tres años.

## Organización

### Partidos políticos
En las elecciones estatales tienen derecho a participar once partidos políticos. Siete son partidos políticos con registro nacional: Partido Acción Nacional (PAN), Partido Revolucionario Institucional (PRI), Partido de la Revolución Democrática (PRD), Partido del Trabajo (PT), Partido Verde Ecologista de México (PVEM), Movimiento Ciudadano (MC) y Movimiento Regeneración Nacional (Morena). Y cuatro partidos políticos estatales: Nueva Alianza San Luis Potosí, Partido Conciencia Popular, Partido Encuentro Solidario de San Luis Potosí y Movimiento Laborista de San Luis Potosí.

### Distritos electorales
Para la elección de diputados de mayoría relativa del Congreso del Estado de San Luis Potosí el estado se divide en 15 distritos electorales. La distritación electoral vigente fue publicada por el Instituto Nacional Electoral en diciembre de 2022.
| Distrito | Cabecera                    | Municipios | Mapa |
| -------- | --------------------------- | ---------- | ---- |
| 1        | Matehuala                   | 7          |      |
| 2        | Salinas                     | 4          |      |
| 3        | Santa Maria del Rio         | 10         |      |
| 4        | San Luis Potosí             | 1          |      |
| 5        | San Luis Potosí             | 1          |      |
| 6        | San Luis Potosí             | 1          |      |
| 7        | San Luis Potosí             | 1          |      |
| 8        | San Luis Potosí             | 1          |      |
| 9        | Soledad de Graciano Sánchez | 1          |      |
| 10       | Soledad de Graciano Sánchez | 1          |      |
| 11       | Rioverde                    | 6          |      |
| 12       | Cárdenas                    | 9          |      |
| 13       | Ciudad Valles               | 1          |      |
| 14       | Tamuín                      | 9          |      |
| 15       | Tamazunchale                | 5          |      |